# Шолья (присілок)
Шо́лья (рос. Шолья, удм. Шолья) — присілок у складі Камбарського району Удмуртії, Росія.
Населення — 3 особи (2010; 2 у 2002).
Національний склад:
- росіяни — 50 %
- татари — 50 %